# سد شاه وأرس
سد شاه وأرس (بالإنجليزية: Shah wa Arus Dam)‏ هو سد خرساني بارتفاع 75 متر تحت الإنشاء على نهر شاكاردارا ، ويقع  على بعد 22 كيلومتر من مدينة كابول ، أفغانستان . تم تصميم السد الذي يحتوي على مجرى مفيض بثلاثة فتحات بعرض 60 مترًا بشكل أساسي نحو توفير مياه الري بالإضافة إلى التحكم في الفيضانات وإمدادات المياه الموثوقة على مدار العام لمدينة كابول وكذلك منطقة شاكاردارا . كان الموعد النهائي لعملية تقديم العطاءات في 24 مارس 2014 لبناء مشروع شاه وأرس للري والطاقة الكهرومائية ، والذي يتضمن سد الصخور ، ومأخذ ، ومحطة طاقة ، وسد صغير مع خزان موازنة ومنظمين رئيسيين ، وقنوات رئيسية على الجانبين الأيمن والأيسر. تم اختيار شركة Tablieh و Parhoon Tarh JV كمقاول رئيسي للمشروع في عقد Design-Build حيث يتم تقديم خدمات التصميم من قبل شركة Alborz Sazeh.
افتتح الرئيس غني برفقة وزيري المياه والطاقة والاقتصاد ومستشار مجلس الأمن القومي وحاكم كابول وأعضاء الجمعية الوطنية أعمال بناء السد في 19 يونيو 2015. سيكلف السد 41 مليون دولار بارتفاع 81 مترًا في القاعدة الصخرية وحوالي 330 ألف متر مكعب من الخرسانة ، وأول خرسانة مدمجة (RCC) سيتم تنفيذها في غضون 55 شهرًا. وسينتج السد 1.2 ميجاوات من الكهرباء وسيرى 2700 هكتار الأراضي إضافة إلى توفير مياه الشرب لسكان مدينة كابول. المشروع هو مخطط مهم سيخلق فرص عمل لـ 500 أفغاني عاطل عن العمل خلال عملية استكماله. يقع المشروع بالقرب من قرية ناظم خيل على نهر شكردارا شمال غرب محافظة كابول .